# Eric Young (voetballer)
Eric Young (Singapore, 25 maart 1960) is een voormalig profvoetballer uit Wales die speelde als verdediger gedurende zijn loopbaan. Hij sloot zijn actieve carrière in 1997 af bij Wolverhampton Wanderers FC. Young, bijgenaamd Ninja, ging daarna in de lagere (amateur)regionen spelen.

## Interlandcarrière
Young kwam in totaal 21 keer (één doelpunt) uit voor de nationale ploeg van Wales in de periode 1990–1994. Onder leiding van bondscoach Terry Yorath maakte hij zijn debuut op 20 mei 1990 in het vriendschappelijke thuisduel tegen Costa Rica (1-0), net als Gary Speed (Leeds United) en Paul Bodin (Swindon Town). Young was toen al dertig jaar. Zijn eerste en enige interlanddoelpunt maakte hij op zondag 6 juni 1993, toen hij in de WK-kwalificatiewedstrijd in en tegen de Faeröer de score naar 0-2 tilde in de 31ste minuut. Wales won het duel uiteindelijk met 3-0.
| Interlanddoelpunt | Interlanddoelpunt | Interlanddoelpunt | Interlanddoelpunt | Interlanddoelpunt | Interlanddoelpunt | Interlanddoelpunt | Interlanddoelpunt |
| #                 | Datum             | Locatie           | Wedstrijd         | Goal(s)           | Score             | Uitslag           | Wedstrijd         |
| ----------------- | ----------------- | ----------------- | ----------------- | ----------------- | ----------------- | ----------------- | ----------------- |
| 1                 | 06/05/1993        | Toftir            | Faeröer – Wales   | 31'               | 0 – 2             | 0 – 3             | WK-kwalificatie   |

## Erelijst
Wimbledon FC
- FA Cup

1988
 Crystal Palace
- Full Members Cup

1991